# Grapholita funebrana
Grapholita funebrana là một loài bướm đêm thuộc họ Tortricidae. Nó được tìm thấy ở Cổ bắc giới. Nó đôi khi được đặt trong chi Cydia.
Sải cánh dài 10–15 mm. Con trưởng thành bay làm hai đợt từ cuối tháng 4 đến tháng 9. .
Ấu trùng ăn Prunus domestica, Prunus spinosa và các loài Prunus khác. Nó bị xem là loài sâu hại.

## Hình ảnh

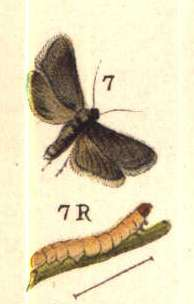